# Porfirio Armando Betancourt
Porfirio Armando Betancourt (ur. 10 października 1957 w La Limie, zm. 28 lipca 2021 w San Pedro Sula) – honduraski piłkarz, reprezentant Hondurasu grający na pozycji napastnika.

## Kariera klubowa
Porfirio Betancourt piłkarską karierę rozpoczął w 1977 w klubie C.D. Marathón. W 1979 wyjechał do USA na studia w Indiana University. Podczas studiów występował w drużynie uniwersyteckiej. Po powrocie do Hondurasu w 1981 został zawodnikiem Real España San Pedro Sula. Z Realem España zdobył mistrzostwo Hondurasu w 1981 i Copa Interclubes UNCAF w 1982. Dobra gra zaowocowała transferem do Francji do Racingu Strasbourg. Na początku 1984 roku powrócił do USA i występował w futsalowym klubie St. Louis Steamers. W 1985 wyjechał do Hiszpanii do drugoligowego CD Logroñés. Z Elche spadł z Primera Division w 1978. W latach 1987–1988 występował w futsalowym klubie w Kansas City Comets. Karierę zakończył w Marathónie w 1988.

## Kariera reprezentacyjna
Porfirio Betancourt występował w reprezentacji Hondurasu w latach 1982–1985. W 1982 wystąpił na Mistrzostwach Świata.
Na mundialu wystąpił we wszystkich trzech meczach grupowych z Hiszpanią, Irlandią Północną i Jugosławią. W 1985 wystąpił w przegranych eliminacjach Mistrzostw Świata 1986.